# Pernettya coriacea
Pernettya coriacea es una especie del género Pernettya nativa de las zonas montañosas de Costa Rica y cono sur de América a altitudes de 2100 a 3500 m s. n. m. En Costa Rica se lo encuentra en la cordillera de Talamanca y la cordillera Volcánica Central.

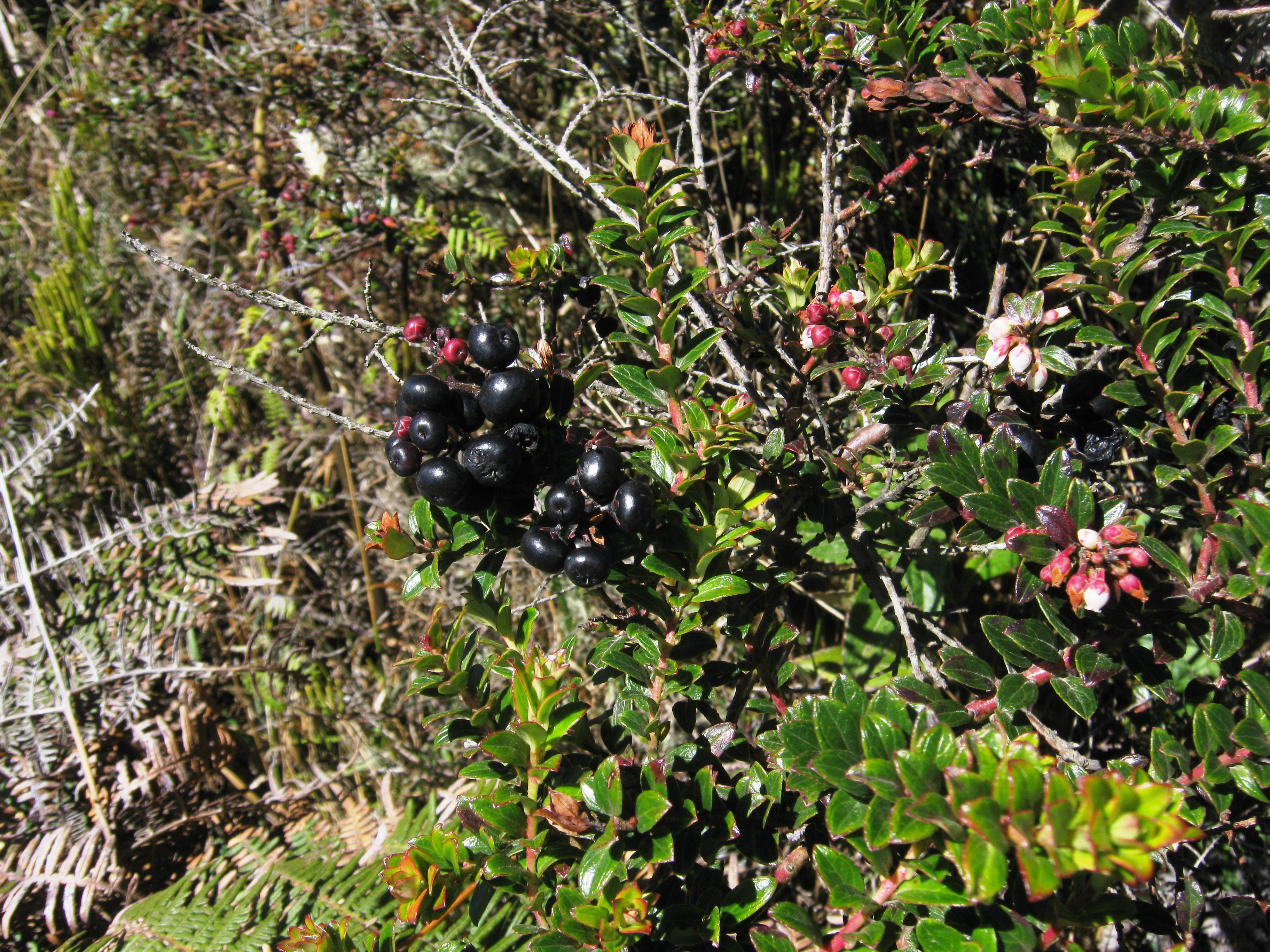
Frutos de Pernettya coriacea, planta tóxica

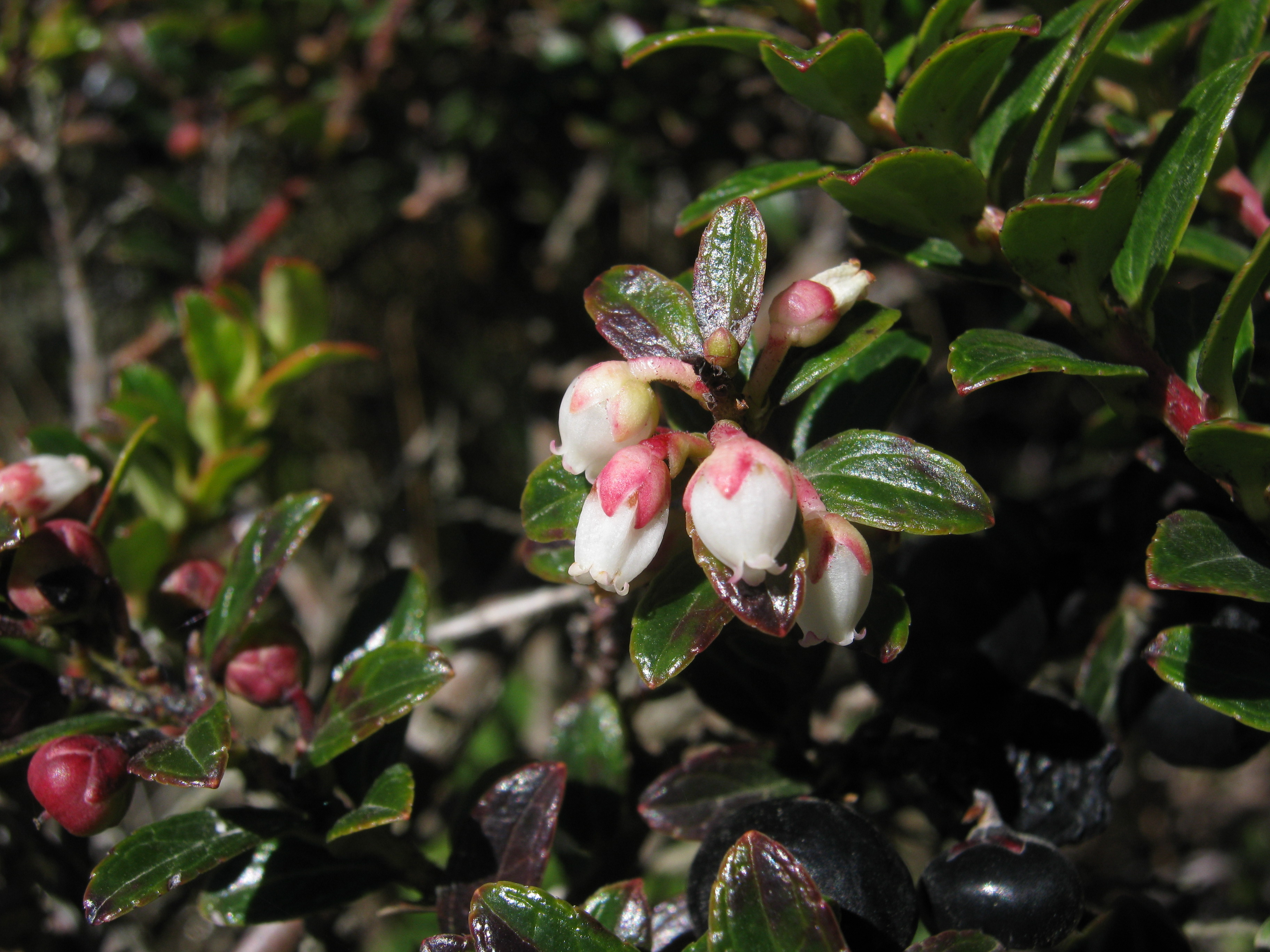
Flores de Pernettya coriacea, planta tóxica

## Descripción
Pernettya coriacea es un arbusto leñoso de poca altura, 15-30cm (En promedio 20cm de altura) cuyos tallos muy leñosos son de apariencia puberulenta rugosa.
Tiene hojas de angostas a anchamente elípticas, ocasionalmente oblongas, de 1-2cm de largo por 0,5-1cm de ancho, son agudas basalmente, gradualmente agudas en el ápice, no serruladas marginalmente, glabras; el pecíolo es de 1,5 a 3,0 mm.
Tiene inflorescencias racemosas, con varias flores blancas con tintes rosados o rojizos algunas veces en su cáliz. El fruto que produce no es comestible, y se caracteriza por ser globoso y de 5 a 6 mm de diámetro, glabro, negro púrpura al madurar, contiene numerosas semillas pequeñas y un poco de pulpa.

## Cultivo
La planta aprovecha zonas alteradas y bordes del bosque de robledal o páramo para su desarrollo, en donde es común encontrarlo. Su floración coincide con la época lluviosa, y su fructificación con el inicio de la época seca, por lo cual es común encontrar sus frutos en diciembre y febrero, sin embargo estos están presentes en abundante cantidad durante todo el año.

## Usos
La planta posee usos ornamentales solamente.

## Riesgos
El fruto de Vaccinium consanguineum no debe confundirse con aquel de Pernettya coriacea ya que esta especie posee un compuesto tóxico tentativamente llamado pernettina y debido a la similitud y abundancia puede llegar a confundirse con esta especie.